# Buru di Buyeo
Hae Buru (해부루?, 解夫婁?; 86 a.C. – 48 a.C.) fu re di Bukbuyeo e fondatore di Dongbuyeo (86 a.C.-22 d.C.), un antico regno coreano.
Hae Buru prese il trono dopo la morte di Hae Mosu e divenne re di Bukbuyeo. Guidò i suoi seguaci e una parte del popolo di Bukbuyeo verso la città di Gaseopwon, vicina al mar del Giappone. Nello stesso anno, fondò un altro Buyeo, che chiamò Dongbuyeo data la sua posizione a est di Bukbuyeo. Secondo il Samguk yusa, Aranbul, ministro della corte di Buyeo, sognò che l'Imperatore Celeste gli raccontasse che Buyeo esistesse per dare una via per i discendenti del cielo, e credendo che il sogno fosse una sorta di auspicio consigliò al re Buru di spostare la capitale. Buru spostò successivamente la capitale a Gaseopwon e chiamò lo Stato Dongbuyeo.
Le mogli di Hae Buru apparentemente non riuscirono a dargli un figlio maschio finché non fu anziano. Successivamente ebbe un figlio, Geumwa, che crebbe come suo successore. Quando Hae Buru morì nel 48 a.C., Geumwa prese il trono autoproclamandosi re di Dongbuyeo.

## Cultura popolare
- Park Geun-hyung ha interpretato Hae Buru nella serie TV MBC del 2006-2007 Jumong.